# Fernand Niel
Fernand Niel (ur. 4 września 1903 w Paryżu, zm. 15 grudnia 1985) – francuski historyk, mediewista. 
Obok René Nelli był czołowym badaczem dziejów Kataryzmu. 

## Wybrane publikacje
- Le Pog de Montségur, Toulouse, Institut d'études occitanes, 1949, 69 p.
- Albigeois et Cathares, PUF, coll. « Que sais-je ? », 128 pages (avec Francine Marc)
- Dolmens et menhirs, PUF, coll. « Que sais-je ? », 128 pages, 1958.
- Quéribus : la dernière forteresse cathare
- Les Cathares de Montségur, Éditions Robert Laffont, 1976 ; Seghers, 1978
- La Civilisation des mégalithes, Éditions Plon, 1970

## Publikacje w języku polskim
- Albigensi i katarzy, przeł. Maria Żerańska, Warszawa : "Volumen" 1995 (wyd. 2 - 2002).